# Tjeckoslovakiens damlandslag i landhockey
Tjeckoslovakiens damlandslag i landhockey (slovakiska: Česko-slovenské národné družstvo pozemného hokeja žien) representerade det tidigare Tjeckoslovakien i landhockey på damsidan. Laget tog olympiskt silver 1980.

### Fotnoter
1. ↑  Todor Krastev (19 mars 1980). ”Women Hockey XX Olympic Games 1980 Moskva (URS) - 25-31.07 Winner Zimbabwe” (på engelska). Sport Statistics. Arkiverad från originalet den 29 juni 2015. https://web.archive.org/web/20150629055125/http://todor66.com/hockey/field/Olympic/Women_1980.html. Läst 27 juli 2015.